# Macrobrachium rogersi
Macrobrachium rogersi är en kräftdjursart som först beskrevs av Tiwari 1952.  Macrobrachium rogersi ingår i släktet Macrobrachium och familjen Palaemonidae. Inga underarter finns listade i Catalogue of Life.